# Paraspathosternum
Paraspathosternum is een geslacht van rechtvleugeligen uit de familie veldsprinkhanen (Acrididae). De wetenschappelijke naam van dit geslacht is voor het eerst geldig gepubliceerd in 1929 door Ramme.

## Soorten
Het geslacht Paraspathosternum omvat de volgende soorten:
- Paraspathosternum andringitra Dirsh, 1962
- Paraspathosternum pedestre Miller, 1929